# Цареборисівське городище
Цареборисівське городище (раніше також — Борисівське городище) — пам'ятка археології в Ізюмському районі Харківської області, залишки середньовічного міста Цареборисів, яке існувало в 1599 — 1612 роках і в другій половині XVII століття. Культурний шар неглибокий, але дуже насичений археологічними знахідками. Активно досліджується з 2004 року. Артефакти з Цареборисівського городища становлять значну частину експонованих фондів Ізюмського краєзнавчого музею.

## Історія

### Взяття під державну охорону

Місто Цареборисів на мапі річки Оскіл XVII століття

Взяття під охорону державою Цареборисівського городища було здійснено Харківським обласним виконавчим комітетом в роки існування УРСР 25 січня 1972 року. Обласний виконком рішенням № 61 присвоїв городищу статус пам'ятки історії.
Адміністративно городище належить Оскільській сільській раді Ізюмського району Харківської області. Факт існування городища відзначено на місцевості кам'яним пам'ятним знаком у вигляді стели, яка розташована в полі. Український археолог Ірина Голубєва зазначає, що пам'ятний знак встановлено неправильно, в полі далеко за межами фортеці. Також з пам'ятного знака зірвана табличка.

### Вигляд городища
Залишки фортеці Цареборисів розташовані на правому корінному мисі річки Оскіл при впаданні в неї річки Бахтин. Цей мис перерізаний з усіх боків великими ярами внаслідок ерозії ґрунту. Схили засаджені деревами. Городище перетинає широка ґрунтова дорога сільськогосподарського призначення. Фортеця складається з двох ліній укріплень, обладнаних за принципом «рів-вал», які поділяють її на дитинець і два посади (для археологічних потреб позначаються як А і В). Половина поверхні посаду А використовувалася в наступні роки під сільськогосподарські потреби і наразі розорана, посад В зберігся в первісному вигляді і повністю знаходиться під лісом.

Місто Цареборисів. Малюнок 1679 року

### Археологічні розкопки і знахідки
З 2004 року на території городища здійснюються щорічні археологічні розкопки. Протягом наступних п'яти років було розкопано понад 1 тис. кв. м. території фортеці, отримано значну кількість археологічних знахідок, значна частина яких була розміщена в Ізюмському краєзнавчому музеї, виявлені й задокументовані житлові, виробничі та господарські споруди. У результаті розкопок встановлено, що у Цареборисівському городищі було два періоди існування тут господарської культури: перший датується 1599—1604/1605 роками і пов'язаний з поселенцями Московського царства, другий зачіпає період 50-70-х років XVII стю і пов'язаний переважно з переселенцями з Правобережної України. Також археологічні дослідження допомогли встановити, що жителі покинули територію городища в кінці XVII століття і більше на його територію не селилися:9-10.
Московська культура початку XVII століття (першого періоду існування міста, 1599—1612 роки) археологічно представлена переважно керамікою — горщиками московського типу. Побутова кераміка черкаського типу (другого періоду існування міста, друга половина XVII століття) представлена частинами горщиків, мисок, полумисок, макітер і глечиків. За характером декорування поверхні вони поділяються на дві групи: Димленний посуд (сірого і чорного кольору) і світлий глиняний посуд, розписаний червоним орнаментом. Серед предметів праці зустрічаються залізні ножі, ложкорізи, пробійники, долота, свердла, кінські вудила, цвяхи. Зустрічаються у великій кількості залізні підкови, переважно другої половини XVII століття. На території укріплень часто зустрічаються свинцеві кулі і металеві наконечники стріл :10-11.
Прикраси представлені переважно мідними хрестиками, мідними і срібними перснями і сережками. Перший московський період представлений срібними монетами Івана Грозного, Федора Івановича і Бориса Годунова. Другий період дає більш поширені знахідки монет, переважно західноєвропейського походження: найбільш численні білонні монети прибалтійських володінь Швеції — короля Густава Адольфа, королеви Христини Августи, короля Карла X Густава і Карла XI, на другому місці за поширенням є монети Речі Посполитої — гроши Сигізмунда III Вази і соліди Яна Казимира. Серед кримських монет виявлена тільки одна срібна монета дрібної вартості періоду Мухамеда Гірея IV. Крім західноєвропейських представлені також в достатній кількості монети Російської держави — царів Михайла Федоровича і Олексія Михайловича :11.
У 2007 році на території городища групою молодих археологів були розкопані залишки сталеливарного заводу, імовірно XVI століття.